# Vittorio Angeloni
Vittorio Angeloni (Perugia, 1885 – Roma, 1966) è stato un giurista italiano, riconosciuto per i suoi significativi contributi al diritto commerciale e per il suo ruolo di preside della Facoltà di Economia e Commercio della Sapienza Università di Roma dal 1944 al 1946.

## Biografia
Dopo aver conseguito la laurea in Giurisprudenza a 22 anni, Angeloni vinse numerosi premi e borse di studio che gli permisero di perfezionarsi all'estero. Iniziò la sua carriera accademica insegnando nelle Università di Camerino, Genova e Napoli. Nel 1926 si trasferì a Roma, dove divenne docente presso l'Istituto Superiore di Scienze Economiche e Commerciali, insegnando Istituzioni di diritto privato fino al 1945. Nel 1949 fu nominato professore ordinario di Diritto commerciale. Dal 1941 al 1944, Angeloni fu direttore dell'Istituto di Materie Giuridiche e, in seguito, ricoprì la carica di preside della Facoltà di Economia e Commercio fino al 1946. Dopo aver lasciato la presidenza, tornò a dirigere l'Istituto di Materie Giuridiche.
Tra il 1951 e il 1962, Angeloni fece parte della delegazione italiana alla Conferenza dell'Aia, impegnata nell'unificazione internazionale del diritto privato. Nel corso della sua carriera, ricevette numerosi riconoscimenti, tra cui la medaglia d'oro dei benemeriti della Scuola, della Cultura e dell'Arte. Oltre alla sua attività accademica, esercitò la professione di avvocato.
Ebbe una significativa influenza sulla formazione del giurista Giuliano Vassalli, di cui era zio per parte materna.
L'opera scientifica di Angeloni ha dato un contributo significativo al diritto commerciale. Nel 1961, quando fu nominato professore emerito, venne sottolineato, nel verbale del Consiglio di Facoltà del 16 novembre 1960, il suo approccio pratico ed economico ai fenomeni giuridici. Angeloni trasmise a studenti e professionisti l'idea che il diritto dovesse essere uno strumento al servizio della vita, piuttosto che il contrario.

## Opere
- Sindacati finanziari. Milano, 1909
- La natura giuridica dell’avallo. Torino, 1910
- Clausole di garanzia nelle compre-vendite commerciali. Perugia, 1912
- Le sconto: studio di diritto bancario. Milano, 1919
- Lezioni di diritto commerciale. Napoli, 1925
- L’assicurazione della responsabilità civile. Roma, 1933